# Marib

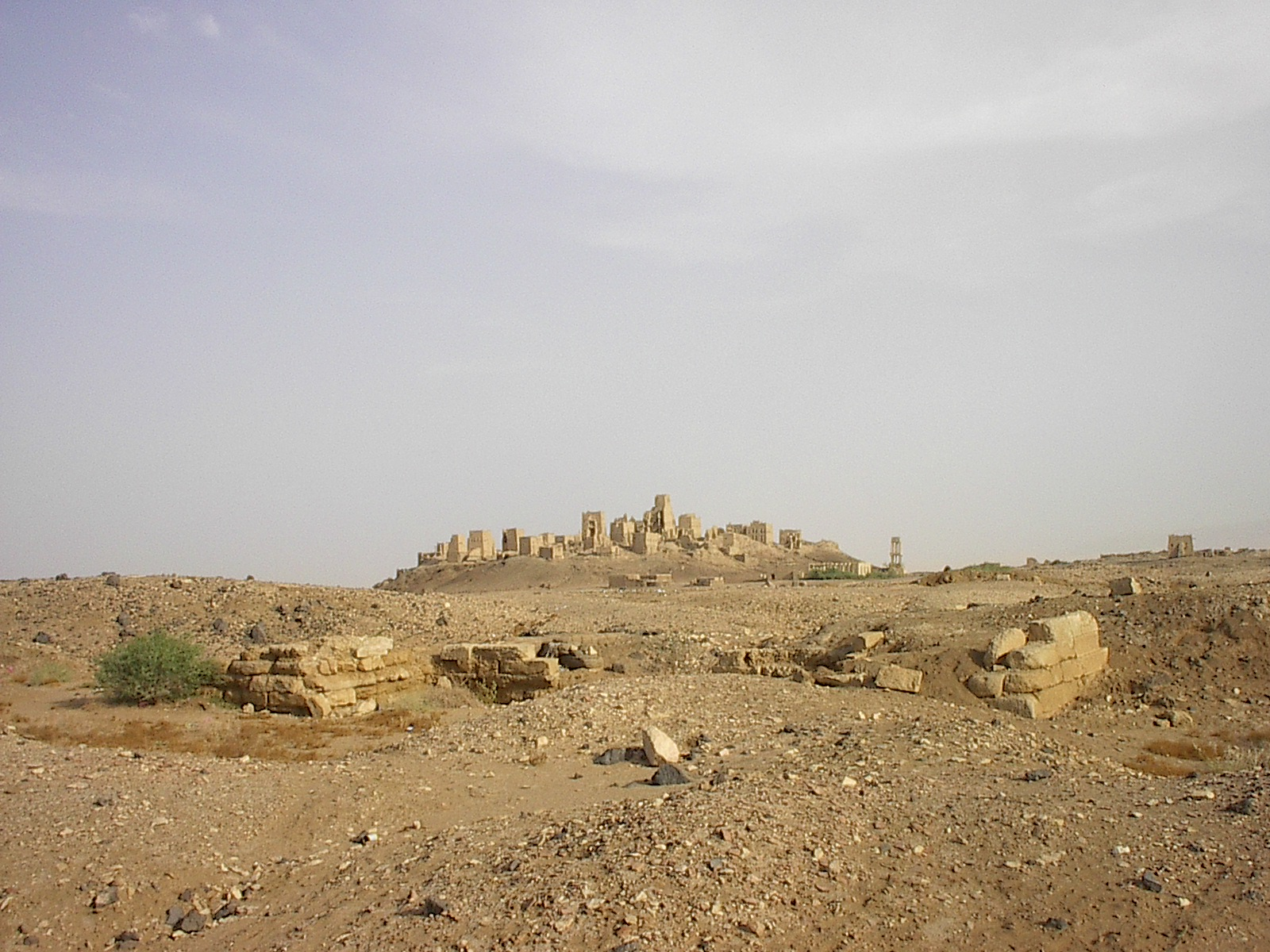
Antiga Marib

Marib (àrab: مأرب, Maʾrib), l'antiga Mariaba (grec antic: Μαρίαβα), és una ciutat del Iemen, capital de la governació de Marib. Té una població de 16.794 habitants. Al cens del 1975 la província tenia 70.000 habitants i el districte 13.000, dels quals 10.000 eren residents permanents i dos mil beduïns i un miler de persones eren refugiades. La uzla (una mena de municipi) tenia 1.900 habitants, i la ciutat mateix tenia només 292 habitants; aquestes dades eren conseqüència de la guerra civil que s'havia acabat feia poc.

## Ciutat antiga
Fou la capital de Sabà i dels sabeus del Iemen. Era al país dels sabeus entre els mineus (minaei) i els catabans (catabani). Era la residència reial i estava situada en una muntanya boscosa. La ciutat fou probablement destruïda per una inundació, segurament en temps d'Alexandre el Gran. El uadi Adhana només du aigua dos cops a l'any durant uns 15 dies a la primavera i durant 6 setmanes al final d'estiu; però, tot i així, mercès a la irrigació, fou una de les zones més fèrtils del Iemen.
L'antiga ciutat tenia 110 hectàrees, i estava rodejada d'un mur d'uns 9 km. Les restes dels canals i conduccions d'aigua, i de les rescloses o embassaments arribaven a tenir fins a 30 metres d'alçària. Per la sedimentació, se sap que les obres de regadiu es van deixar de fer servir a la segona meitat del segle vi o com a màxim a començaments del VII. Queden diverses inscripcions, una de les quals esmenta el rei al-Balak al-Djanubi, que governava a Yadail Yanf; aquest text seria del 700 aC (s'ha arribat a datar del 775 aC). Hi ha inscripcions anteriors, i la més antiga n'és una de tres línies que esmenta el Mukarrib de Saba i està datada del 715 aC. Almenys dues inscripcions més són de la mateix època. S'esmenten Gaww (les terres baixes o curs inferior del Wadi Adhana), i la tribu de Sabà, la Marib poblada de sabeus, i els senyors de Marib i les seves valls, entre d'altres.
Vers 500 aC, hi regnava Yuha'amar Bayyin, fill de Sumhu'ali Yanuf, i vers 450 apareix Shurahbi Yafur. Cap habitant de Marib va participar en la colònia fundada a Etiòpia. La zona d'influència de Marib s'estenia del sud cap a Timna (capital de Qataban) a 25 km, a l'est cap a Shabwa (capital de l'Hadramaut), i al nord fins als pobles dels mineus, a uns 40 km. La fortificació s'hauria fet necessària al segle iv aC. A l'inici del segle iii aC, sota el rei Karib'il Watar, s'esmenta els senyors sabeus com a reis de Marib ('mlk/mryb, malik marib). A la meitat del segle iii, era rei Ilshara Yahdib segons una inscripció. Poc després, regnava Yitha'amar Watar, un fill del qual va reparar les muralles. Al quart final del segle ii aC, els sabeus van conquerir el Regne dels mineus i van posar fi al perill per aquesta banda.
Un rei que s'identifica com a Yada'il Watar, fill de Sumhu'ali Yanuf, hi hauria regnat vers el 30 aC, hauria fet obres en el sistema de regadiu i reformat altre cop les muralles o les hauria ampliades. Això s'ha posat en relació que vers el 24 aC Eli Gal va envair Aràbia del Sud escortat per nabateus, i Estrabó relata que va arribar a les portes de Marib, que va assetjar sis dies sense èxit, i es van haver de retirar per manca d'aigua. L'entorn de la ciutat i les obres d'irrigació van quedar ben segur malmesos i haurien estat reconstruïts en marxar els romans, i se suposa que aquesta fou l'obra de Yada'il Watar; part de la muralla fou usada per als dics i rescloses, i posteriorment fou reconstruït el mur, però no se sap quan perquè no es coneix cap inscripció que ho digui.
Posteriorment, els sabeus foren pressionats per altres forces. Els himyarites en foren uns; els seus reis es titulaven reis de Sabà i Dhu-Raydan (que era el castell reial de la capital himyarita de Zafar). Encara que sabeus i himyarites tenien territoris diferents, tots dos reis es proclamaven reis de Sabà. Els beduïns del nord i est van començar a formar part de l'exèrcit. Al segle iii, els himyarites dominaven tota l'Aràbia del Sud, i passà Marib a ser part del regne unit sabeu-himyarita i santuari central del regne. Després de la conquesta etíop vers 525, es va construir a Marib una església cristiana.
El castell reial de Marib s'anomenava Salhin, que ja hauria estat esmentat com a Salhum en una inscripció de Karib'il Watar de vers 685 aC. S'esmenta sovint a les inscripcions dels segles ii i iii procedents del temple d'Awam (del déu Almakah), prop de Marib (avui el lloc de ruïnes anomenat Mahram Bilkis).
Les obres de regadiu són importants i impossibles de descriure en poques línies. Els trencaments dels embassaments es produïen periòdicament i havien de ser reparats, però cada vegada era més difícil retirar-ne els sediments i cada cop el nivell de les rescloses era més alt, i finalment es va abandonar o almenys se'n va descuidar el manteniment. La introducció de dominis estrangers com els etíops i els perses, i tribus d'Aràbia del Nord, va desestructurar la societat i la població rural va baixar. L'Alcorà esmenta el trencament de l'embassament de Marib i l'emigració de tribus cap al nord que va seguir. Però que els gassànides fossin emigrants del sud i que haurien fixat el seu calendari a partir del trencament de l'embassament (que s'havia situat entre el segle i i el III) no pot ser correcte, ja que avui podem establir que el trencament fou probablement al segle vi, fins i tot potser a l'inici del segle VII. La llegenda diu que el rei era Amr ibn Amir al-Muzaykiya dels Azd, i que va marxar un temps a causa d'un somni premonitori de la seva dona Zarifa, que tenia freqüents visions; després de marxar, quan ja l'embassament s'havia destruït, es va elegir un nou cap, però ja no va portar el títol de tubba.
A la mort del governador persa Badhan, Mahoma va nomenar governadors a les ciutats del Iemen, i Abu Musa al-Ashari fou nomenat a Marib i fou un dels mikhlafs del Iemen. Mahoma va donar la sal de Marib a Abyad ibn Hammal (la mina de sal del Djabal Safir). Més tard, va deixar de ser un mikhlaf per esdevenir un karyat sense tenir un paper important. El 1027, un home sorgit a Nait va reclamar l'imamat i fou acceptat a Marib i va regnar com a Muid li-din Allah; va arribar a dominar Sanà, però fou finalment mort per la gent d'Ans.
El 1640, va caure en mans del xerif Husayn ibn Muhammad ibn Nasir, que havia participat en l'expulsió dels otomans. Amb el títol d'emir va regnar a Marib i fou un estat independent fins al segle xx. El 1763, Niebuhr diu que era la vila més distingida del Djawf Ibn Nasir, però només tenia 300 cases; conservava, això no obstant, uns bons murs; encara hi regnava un xerif, però el seu poder només arribava a alguns pobles de la rodalia. El 1932, fou ocupada per les tropes de l'imam Yahya manades per Abd Allah al-Wazir i el darrer emir dels ashraf, Muhammad ibn Abd al-Rahman, fou deposat.
En iniciar-se la guerra civil, la ciutat fou ocupada pels reialistes (octubre de 1962), però el març de 1963 fou recuperada pels republicans amb suport de l'aviació egípcia. L'estiu de 1965 els monàrquics la van tornar a ocupar. En aquestes lluites, la ciutat va quedar destruïda per atacs aeris i els habitants van fugir, la qual cosa explica el reduït nombre d'habitants el 1975. Llocs a considerar en són la mesquita Sulayman, la residència del governador, l'estació de policia i la guarnició militar. El 1981, es va obrir una carretera de 150 km que la unia a Sanà (abans només hi havia pistes forestals que ocupaven 12 hores en vehicle tot terreny per fer uns 200 km, i les comunicacions es feien per vols periòdics d'un vell DC3). La moderna ciutat es va reconstruir a uns 3,5 km al nord de l'antiga. El 7 de juliol de 2007, un suïcida va atacar un comboi de turistes que visitaven el temple i matà 7 persones de nacionalitat espanyola; en fou acusat al-Qaeda.